# مسجد سید عزیزالله
مسجدسیدعزیزالله مربوط به سدهٔ ۱۳ ه.ق است و در تهران، بازار واقع شده و این اثر در تاریخ ۱۱ بهمن ۱۳۳۴ با شمارهٔ ثبت ۴۱۵ به‌عنوان یکی از آثار ملی ایران به ثبت رسیده است.
این بنا در محله بازار تهران، نزدیک چهارسوق کوچک و بزرگ واقع گردیده و از بناهای دوره فتحعلی شاه قاجار در تهران است. از بانی مسجد اطلاعاتی موجود نیست. بنای مسجد شامل صحن سه ایوانه، گنبد، شبستان تابستانی و زمستانی و تزیینات زیبای کاشی‌کاری است که در دوره اخیر متحمل تغییرات و تبدیلات ناشایستی گردیده؛ به طوری که صورت قدیمی آن دگرگون شده است. شبستان اصلی مسجد در سمت جنوب به سبکی زیبا و پایدار ساخته شده بوده که بر اثر تعمیرات و اضافات بعدی، از جنبه تاریخی آن کاسته شده است. در ضلع شمالی، شبستان زیرزمینی سراسری قرار داشته که آن را در دوره اخیر خراب کرده و شبستان جدیدی به جای آن ساخته‌اند. در سمت شرق و غرب صحن نیز شبستان‌های کوچکتری قرار دارد که با ساختن اتاقک‌های جدید، شکل نامناسبی به مسجد داده‌اند. نام فتحعلی شاه بر کاشی‌های جبهه شمالی صحن به طور مکرر نگاشته شده بوده که با بناهای جدید از بین رفته است. تاریخ کتیبه‌های ایوان جنوبی و شرقی، ۱۳۱۰ هجری قمری است که مربوط به تکمیل کاشی‌کاری و تزیینات مسجد در دوره بعد است. در داخل شبستان جنوبی زیر گنبد، سه کتیبه کمربندی قرار دارد که دو تای آنها جدید و یکی دیگر قدیمی است و بر انتهای آن، تاریخ ۱۲۷۴ قمری ثبت شده است. در سمت در خروجی که به سمت بازار چهارسوق بزرگ است، یک منبع آب سنگی با آیینه کاری قرار دارد. مسجد از نظر طرح و هیئت گنبد دوپوش و کاشیکاری‌های داخل ایوان‌ها و رعایت تناسب ابعاد ساختمانی، بنای قابل توجهی به شمار می‌رود. سقف و ایوان این مسجد در زمان سید حسین طباطبایی بروجردی و با کمک‌های وی بازسازی شده است. این بنا به شماره ۴۱۵ به ثبت تاریخی رسیده است.